# Narses (generaal)
Narses (Armeens: Նարսես; Grieks: Ναρσής) (Armenië, 478 - Rome, 573) hoorde samen met Belisarius tot de twee grote generaals van keizer Justinianus I van Byzantium, die grotendeels verantwoordelijk waren voor de herovering van Italië op Germaanse stammen zoals de Goten van het Ostrogotische Rijk in de zesde eeuw.
Tot zijn vierenzeventigste had Narses buiten zijn rol in 532 bij de Nika-oproer een vrij onbelangrijke positie aan het Byzantijnse hof, hoewel hij een afstammeling was van de Armeense adellijke familie Kamsarakan, die zich er op voorstond van koninklijke komaf te zijn. Zijn moment kwam echter toen Justinianus zijn vertrouwen opzegde in Belisarius bij diens herovering van Italië en hij Narses (in 551) aanstelde als vervanger van Belisarius. In het volgende jaar vond de Slag bij Taginae plaats. Het leger van Narses versloeg het Ostrogotische leger van Totila waarbij de laatste zelf omkwam. De dreiging van de Ostrogoten die Italië zo lang in hun bezit hadden gehad was daarmee verdwenen: zeker toen in de Slag bij Mons Lactarius de laatste resten van de Ostrogoten werden verslagen. Franken en Alemannen die de Ostrogoten te hulp kwamen werden teruggedreven naar het Noorden.
Na de dood van Justinianus werd Narses in 565 teruggeroepen uit Italië door de nieuwe keizer Justinus II. Narses voldeed echter maar ten dele aan dit dienstbevel. Hij gaf zijn functie van prefect op maar bleef desondanks in Italië wonen. Het tragische van Narses'leven is dat ondanks zijn successen in Italië dit schiereiland niet behouden bleef voor Byzantium. In het jaar 573 toen Narses in Rome stierf was de helft van Italië in handen van de Longobarden.